# ولینج
ولینج (به لاتین: Velinaj) یک منطقهٔ مسکونی در آلبانی است که در استان اشکودر واقع شده‌است.